# ラインハルト・ハーデガン
ラインハルト・ハーデガン（Reinhard Hardegen、1913年3月18日 - 2018年6月9日）は、ナチス・ドイツ海軍の軍人。潜水艦Uボートの艦長。ハルデゲンとも表記。

## 略歴
ブレーメン出身。1933年にドイツ海軍に入隊。軽巡洋艦「カールスルーエ」などに勤務して世界各地を親善航海した。
1939年11月から潜水艦学校で学び、U-124の先任士官となった。1940年12月に第1潜水艦隊に属するIID型UボートU-147の艦長となった。最初の航海で北海において9000トンの蒸気船を沈めた。続いて1941年5月、第2潜水艦隊のIXB型UボートU-123の艦長となる。最初の航海で30,000トンを撃沈した。1941年10月にはイギリス補助巡洋艦「オーラニア」を撃破した。アメリカの参戦後の1942年1月12日から29日の間にはアメリカ沿岸で船9隻、5万3000トンを沈めた。1942年1月23日に騎士鉄十字章叙勲。1942年2月に一時期帰港したが、すぐにアメリカ沿岸へ戻り、7万9000トンの商船を沈めた。この功績で1942年4月には騎士鉄十字柏葉章に叙勲した。
優秀な指揮官と見なされていたハーデガンは、戦死を防ぐため、1944年秋に陸上勤務に移された。1944年10月から国防軍最高司令部水雷科の総監となった。1945年には海軍歩兵師団の大隊長となり、陸上戦闘の指揮を執った。生存してドイツの敗戦を迎えた。
イギリス軍の捕虜となったが、1946年11月に釈放された。戦後は石油貿易会社を経営しつつ、ドイツキリスト教民主同盟に入党し、32年にわたりブレーメン市議会議員を務め、一時は党議員団長代行を務めた。
2018年6月9日に死去。105歳と、Uボート艦長の生き残りでは最年長であった。